# Torre del puente de la ciudad vieja
La Torre del Puente de la Ciudad Vieja (en checo Staroměstská mostecká věž) es una puerta con torre gótica del siglo XIV situada en Praga (República Checa). Se encuentra en el extremo oriental del puente Carlos.

## Historia y descripción
La torre del puente fue construida por Peter Parler entre 1370 y 1380 como resultado de la construcción del nuevo puente. Se encuentra justo encima del primer pilar del puente en el lado del casco antiguo en la orilla del río Moldava. Los restos de las torres del puente anterior (puente Judit) se han integrado en los sótanos de los edificios vecinos. La torre se eleva unos 40 metros sobre el plano del puente.
Durante el asedio de Praga por los suecos en 1648 en la Guerra de los Treinta Años, la torre fue bombardeada desde la ciudad Pequeña y la decoración de su fachada occidental fue destruida. Este mostraba un retrato de María flanqueado por Carlos y su esposa Isabel de Pomerania, que finalmente tuvo que ser eliminado por completo. Su fachada este se ha conservado a lo largo de los siglos, pero ha sido dañada y oscurecida por el tráfico constante y las inclemencias del tiempo. Entre 1874 y 1878 se llevaron a cabo extensos trabajos de renovación bajo la dirección del maestro de obras Josef Mocker, durante los cuales la torre recibió su techo actual. Las antiguas pinturas góticas de los arcos abovedados fueron restauradas y completadas durante esta renovación por P. Maixner.
La torre del puente tiene un significado histórico-artístico debido a las esculturas más grandes que la vida del emperador Carlos IV y su hijo Wenceslao así como de San Vito en el segundo piso sobre el arco y enmarcado en tracería. Inmediatamente encima del amplio arco se encuentran los escudos de armas de todos los países que formaban parte del Reino Checo en el momento en que se construyó el puente, el escudo de armas del emperador romano, el escudo de armas del rey de Bohemia y un martín pescador rodeado por un velo (símbolo de Wenceslao IV) tallado en piedra arenisca. En el tercer piso hay un escudo con un águila y un león (no heráldico). Las estatuas de los santos Adalberto y Segismundo forman el extremo superior de la fachada. La bóveda de red de la portada tiene una clave diseñada a modo de corona real.
Se puede escalar la torre por una pequeña tarifa de entrada y acceder a una plataforma de observación.
La torre también sirvió como tema político: las cabezas de 27 participantes ejecutados en el levantamiento contra los Habsburgo fueron colgadas en cestas de hierro en el exterior durante diez años (1621-1631) como medida disuasoria. Una placa colocada en 1650 conmemora a los participantes en las luchas de liberación contra los suecos en 1648.
En la plaza Kreuzherren al norte de la torre hay una estatua de 4 metros de altura del emperador Carlos IV de Ernst Hähnel que data de 1846, así como la Iglesia de los Señores de la Cruz con la Estrella Roja y la iglesia de Saltavore.

## Galería de imágenes

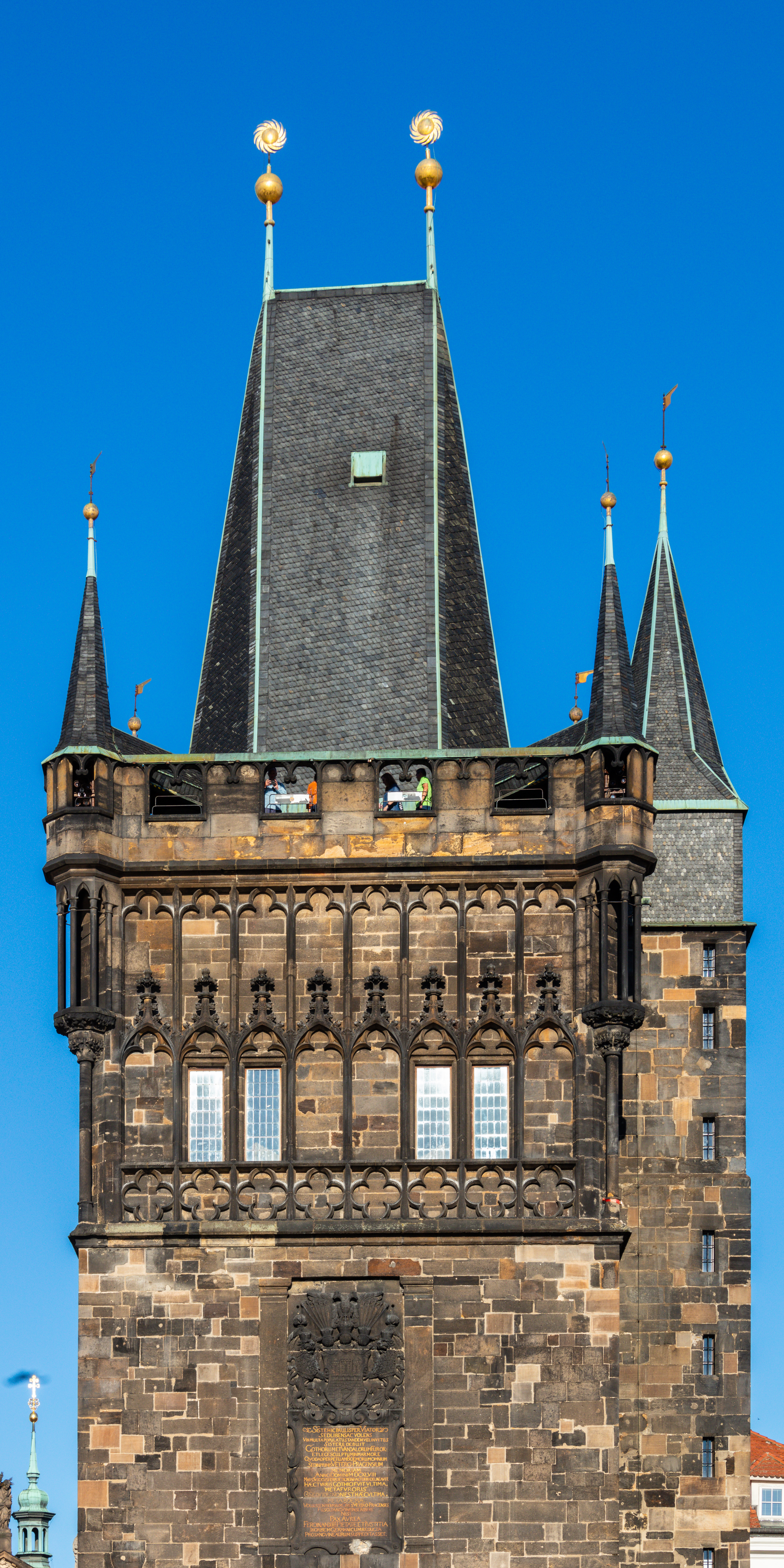
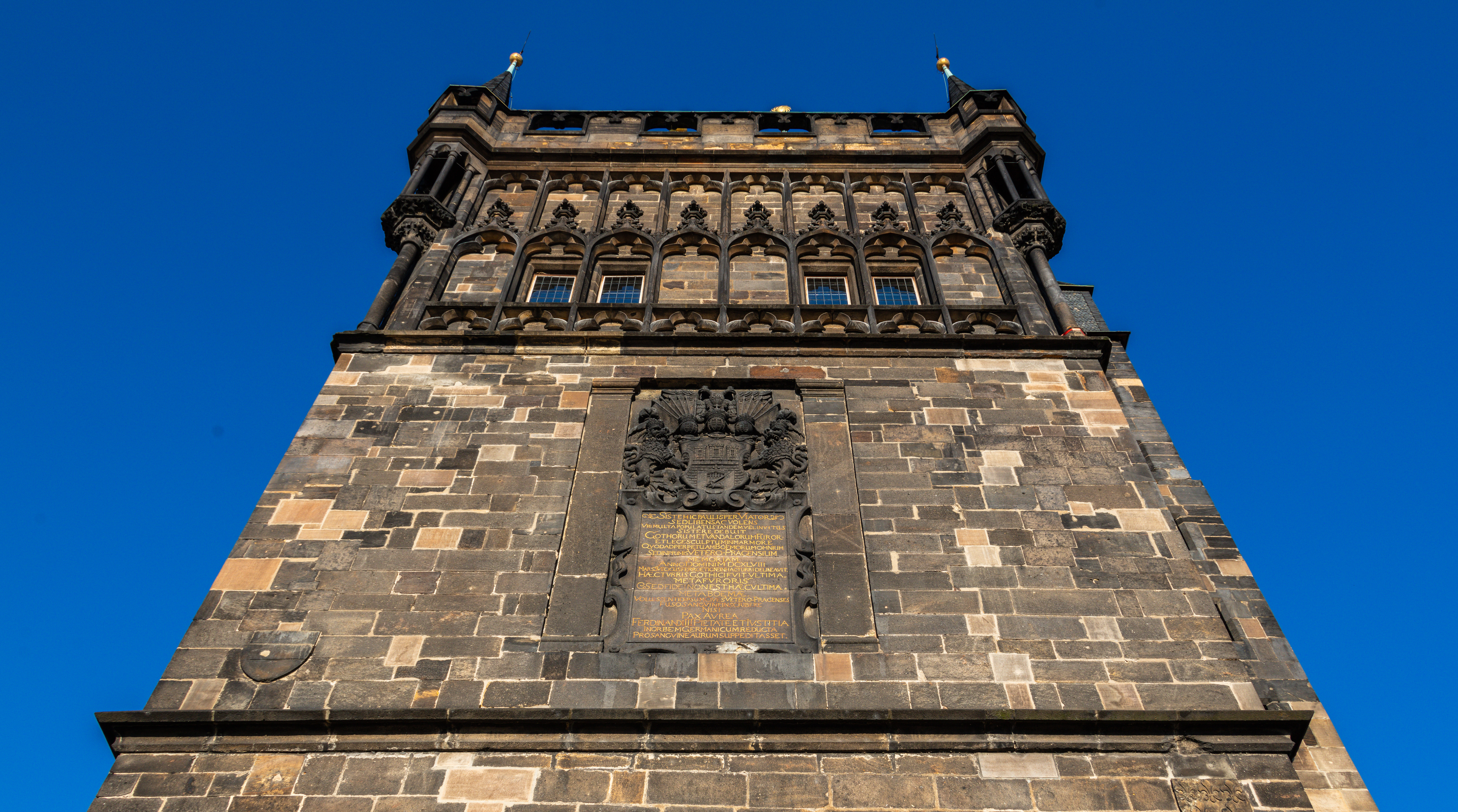
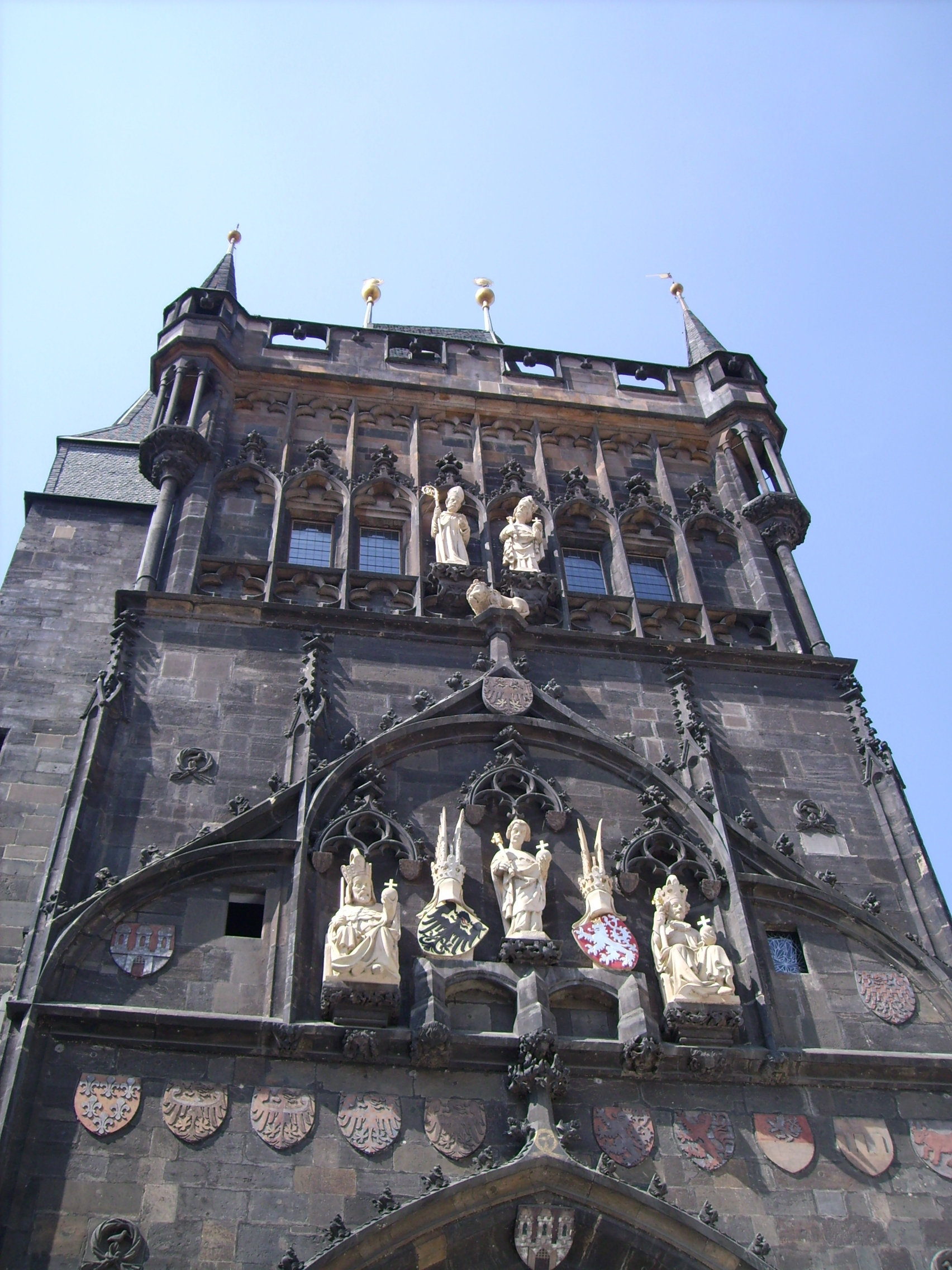
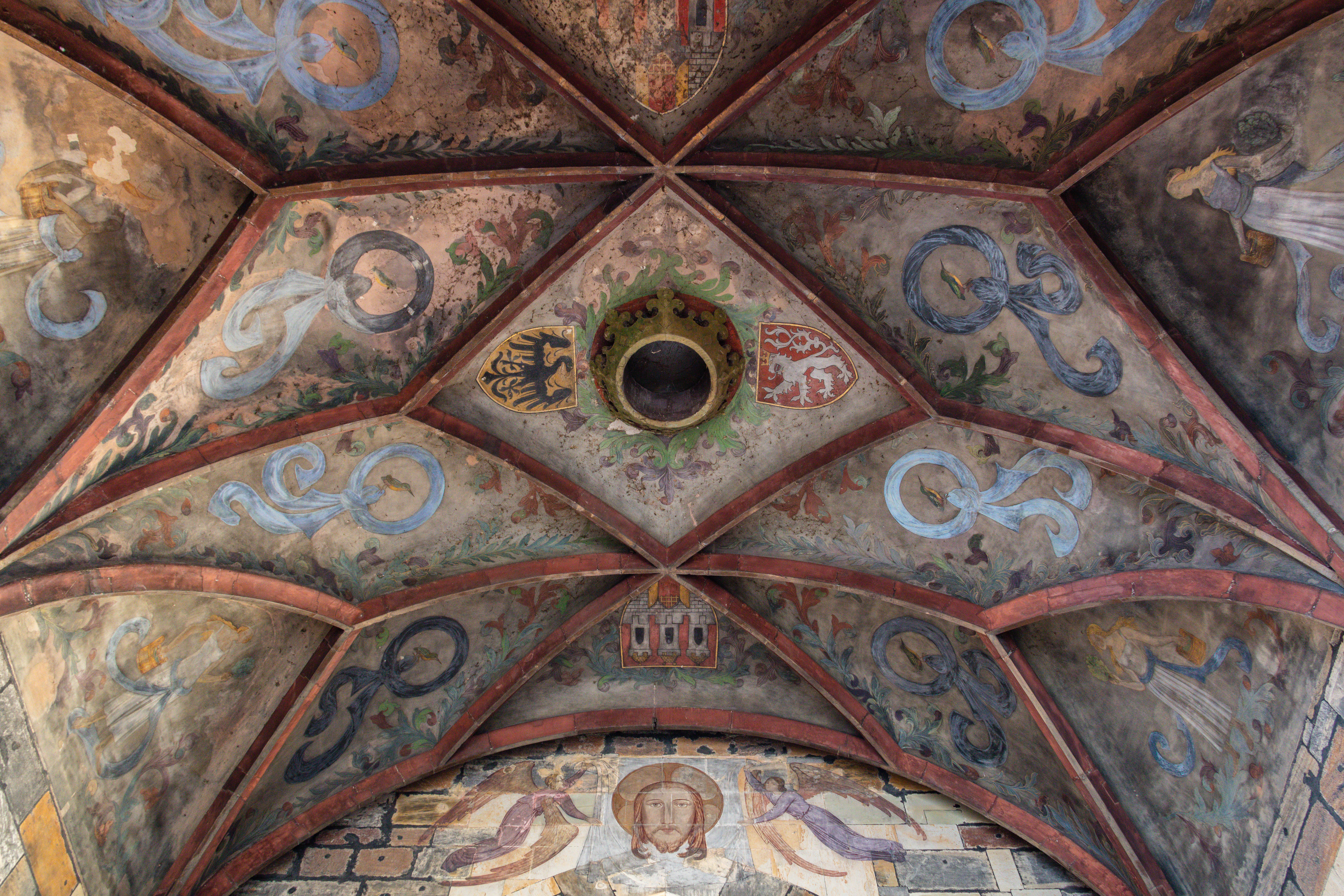